# 藤原家通 (宮内卿)
藤原 家通（ふじわら の いえみち）は、平安時代後期の貴族。名は家道とも記される。藤原北家道綱流、丹波守・藤原顕綱の子。官位は正四位下・宮内卿。

## 経歴
承暦2年（1078年）の内裏歌合の右方に越前守として出席して勝利、翌承暦3年（1079年）に昇殿が許され、程なく侍従となる。左近衛少将・左京権大夫・加賀守などを歴任後、正四位下・宮内卿に至る。また、禎子内親王及びその孫（養女）・篤子内親王家の別当を務めた（禎子内親王の乳母弁乳母は家通の父方の祖母）。一時長真と名乗るが勅命によって旧名に戻されたという。
永久4年（1116年）1月25日卒去。享年61。没後、その宅地は白河法皇によって買い取られ、後に保元の乱の激戦地となる三条東殿が造営される。

## 官歴
- 承暦元年（1077年） 12月14日：見越前守[1]
- 応徳元年（1084年） 10月28日：見加賀守[2]
- 寛治4年（1090年） 6月5日：辞加賀守[3]
- 永久4年（1116年） 1月25日：卒去[4]

## 系譜
『尊卑分脈』による。
- 父：藤原顕綱
- 母：藤原隆経の娘
- 妻：藤原行房の娘
  - 男子：藤原顕経
- 生母不詳の子女
  - 男子：源豪
  - 男子：恵暁